# بوجدان ميتاشى
بوجدان ميتاشى (بالرومانية: Bogdan Mitache)‏ (1 يناير 1994 بمجيدية في رومانيا - ) هو لاعب كرة قدم روماني في مركز الدفاع.

## روابط خارجية
- بوجدان ميتاشى على موقع قاعدة بيانات كرة القدم.إي يو (الإنجليزية)
- بوجدان ميتاشى على موقع Soccerway.com (الإنجليزية)